# Remijia morilloi
Remijia morilloi är en måreväxtart som beskrevs av Julian Alfred Steyermark. Remijia morilloi ingår i släktet Remijia och familjen måreväxter. Inga underarter finns listade i Catalogue of Life.